# Javier Sordo Bringas
Javier Sordo (Madaleno) Bringas (* 16. Oktober 1956 in Mexiko-Stadt) ist ein mexikanischer Architekt.

## Biografie
Er ist das dritte Kind des Architekten Juan Sordo Madaleno und von Magdalena Bringas Aguado. Sein älterer Bruder José Juan (* 1942) verstarb bereits 1974. Seine Kindheit und Jugend verbrachte er ab 1963 in der elterlichen Hacienda von „La Laja“ in Tequisquiapan im mexikanischen Bundesstaat Querétaro.
Von 1974 bis 1979 studierte Javier Sordo Architektur an der Universidad Iberoamericana. Danach arbeitete er von 1980 bis 1982 mit José de Yturbe zusammen, der mit Javiers Schwester verheiratet ist.
Seit 1982 leitet er das von seinem Vater gegründete Architekturbüro Sordo Madaleno Arquitectos S. C., dem heute rund 60 Mitarbeiter angehören, und ist seit 1983 mit Ana Paula de Haro Lebrija verheiratet. Er entwarf bislang eine Vielzahl öffentlicher Bauten, Hotels, Gewerbe- und Bürogebäude, Kirchen, Kinos und Fabriken in Mexiko.

## Bauten (Auswahl)
- Plaza Universidad, Mexiko-Stadt, 1969.
- Plaza Satélite, Mexiko-Stadt, 1968–1971.
- Centro Coyoacán, Mexiko-Stadt, 1989.
- Angelópolis, Puebla, 1995–1999.
- Antara Polanco, Mexiko-Stadt, 2006.
- Toreo Parque Central, Mexiko-Stadt/Naucalpan de Juárez, 2013.
- Antea LifeStyle Center, Querétaro, 2011–2013.
- Andamar LifeStyle Center, Veracruz, 2014.
- Artz Pedregal in den Jardines del Pedregal, Mexiko-Stadt, 2018.
- Mítikah Torre M, Mexiko-Stadt, 2016–2019.